# Шуя (приток Сухоны)
Шуя — река в Вологодской области России.
Протекает по территории Междуреченского района в пределах Присухонской низины. Исток находится на возвышенности Авнига. Впадает в реку Сухону в 422 км от её устья по правому берегу. Длина реки составляет 54 км, ширина русла — до 20 м. В устье — районный центр — село Шуйское.

## Этимология
Гидроним имеет финно-угорское происхождение и восходит к словам: suo — «болото», oja — «ручей», то есть «болотная речка» или «речка из болота».

## Данные водного реестра
По данным государственного водного реестра России и геоинформационной системы водохозяйственного районирования территории РФ, подготовленной Федеральным агентством водных ресурсов:
- Бассейновый округ — Двинско-Печорский
- Речной бассейн — Северная Двина
- Речной подбассейн — Малая Северная Двина
- Водохозяйственный участок — Малая Северная Двина от начала реки до впадения реки Вычегды, без рек Юг и Сухона (от истока до Кубенского гидроузла)
- Код водного объекта — 03020100312103000007292

### Притоки (км от устья)
| - 2 км: река Быковик (лв) - 4 км: река Большая Козланка (лв) - 8 км: река Малая Козланка (лв) - 17 км: река Подлесная (лв) | - 18 км: ручей Стрельница (лв) - 28 км: река Паршенга (лв) - 28 км: река Пустиха (лв) - 33 км: река Лебединка (пр) |